# Ostrowąs (Kujavsko-pomořské vojvodství)
Ostrowąs je vesnice ve gmině Aleksandrów Kujawski v okrese Aleksandrów v Kujavsko-pomořském vojvodství v Polsku. Nachází se západně od jezera Ostrowąs v geografickém mezoregionu Równina Inowrocławska patřící do makroregionu Pojezierze Wielkopolskie.

## Historie
Vesnice je poprvé písemně zmiňovaná v roce 1185 jako Ostrawantz.
V obci se nachází mariánská svatyně (Sanktuarium Maryjne), jejíž součástí je kostel Narození Panny Marie (Kościół Narodzenia Najświętszej Maryi Panny w Ostrowąsie) postavený v letech 1914–1921, a náměstí u kostela, kde je umístěno 20 soch symbolizujících stanice růžencové modlitby. Výstavba náměstí začala v roce 1992 a byla slavnostně zakončena dne 26. srpna 2006. Sochy mají výšku 2 až 2,5 m a uprostřed náměstí je sloup, na jehož vrcholu je socha Panny Marie s růžencem v ruce.
Od poloviny 17. století se v kostele nachází obraz Panny Marie s dítětem (nazýván také obraz Panny Marie Kujavské), od neznámého umělce, kde obě postavy mají ve stříbře provedené oblečení. Obraz byl vytvořen podle vzoru známého obrazu Salus Populi Romani (Uzdravení Římského lidu) z baziliky Santa Maria Maggiore v Římě. Podobný obraz je také vystaven nedaleko nad hladinou jezera Ostrowąs. Od roku 1978 pobýval ve svatyni Władysław Matus (1888-1993, známý též pod jménem Józef Malkiewicz), bývalý farář na Ukrajině, společenský a politický aktivista a pozdější poslanec polského Sejmu.
Během druhé světové války v letech 1939–1940, němečtí okupanti konfiskovali místní farmy v rámci nacistické politiky Lebensraum (Životní prostor). Vyhnaní Poláci byli buď deportováni nebo zotročeni jako nucená práce pro německé kolonisty.
V letech 1975-1998 obec administrativně patřila do již zaniklého Włocławského vojvodství.

## Další informace
V roce 2021 žilo ve vesnici trvale 385 lidí.

## Galerie

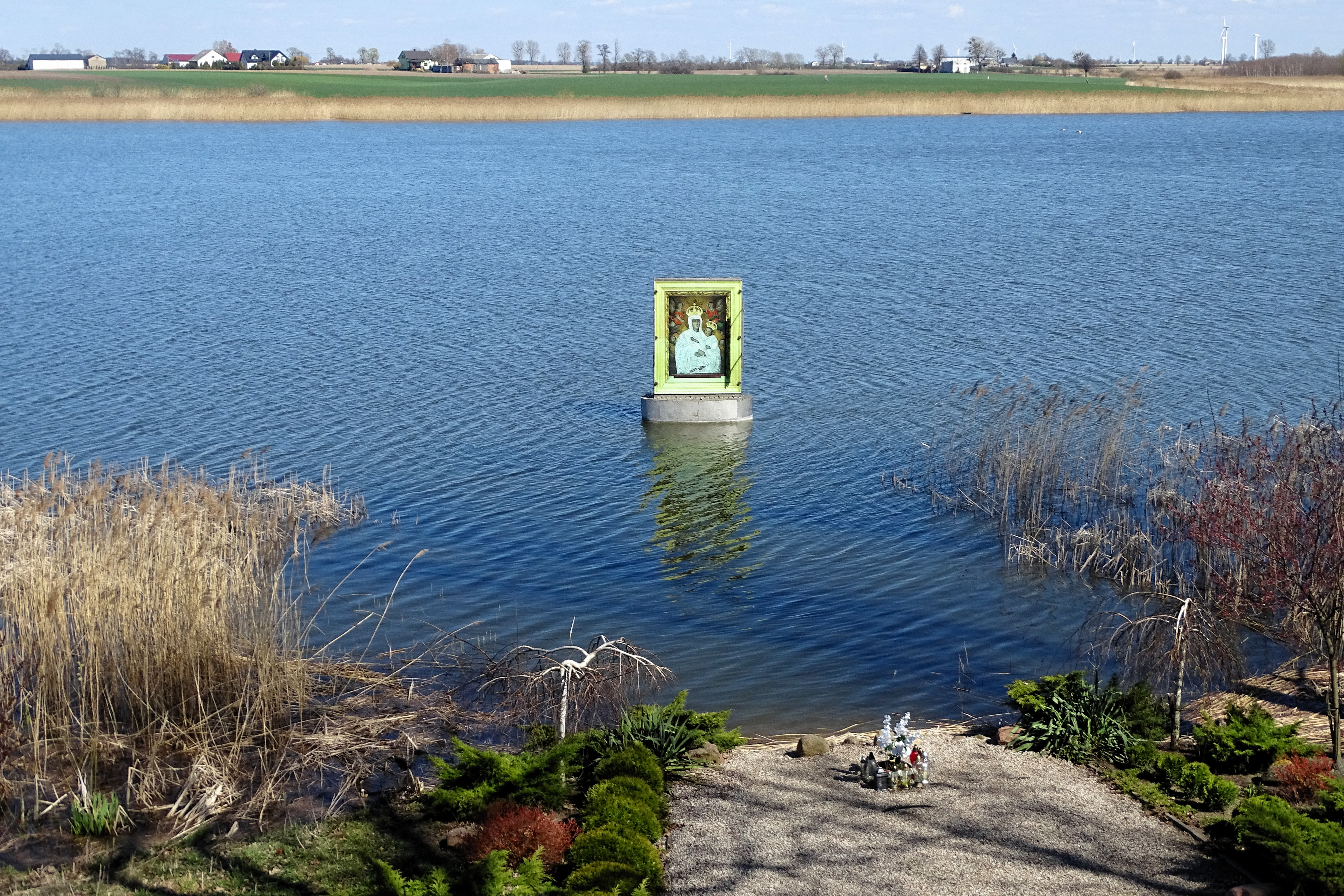
Jezero a sv. obrázek Matki Bożej z Dzieciątkiem z Ostrowąsa
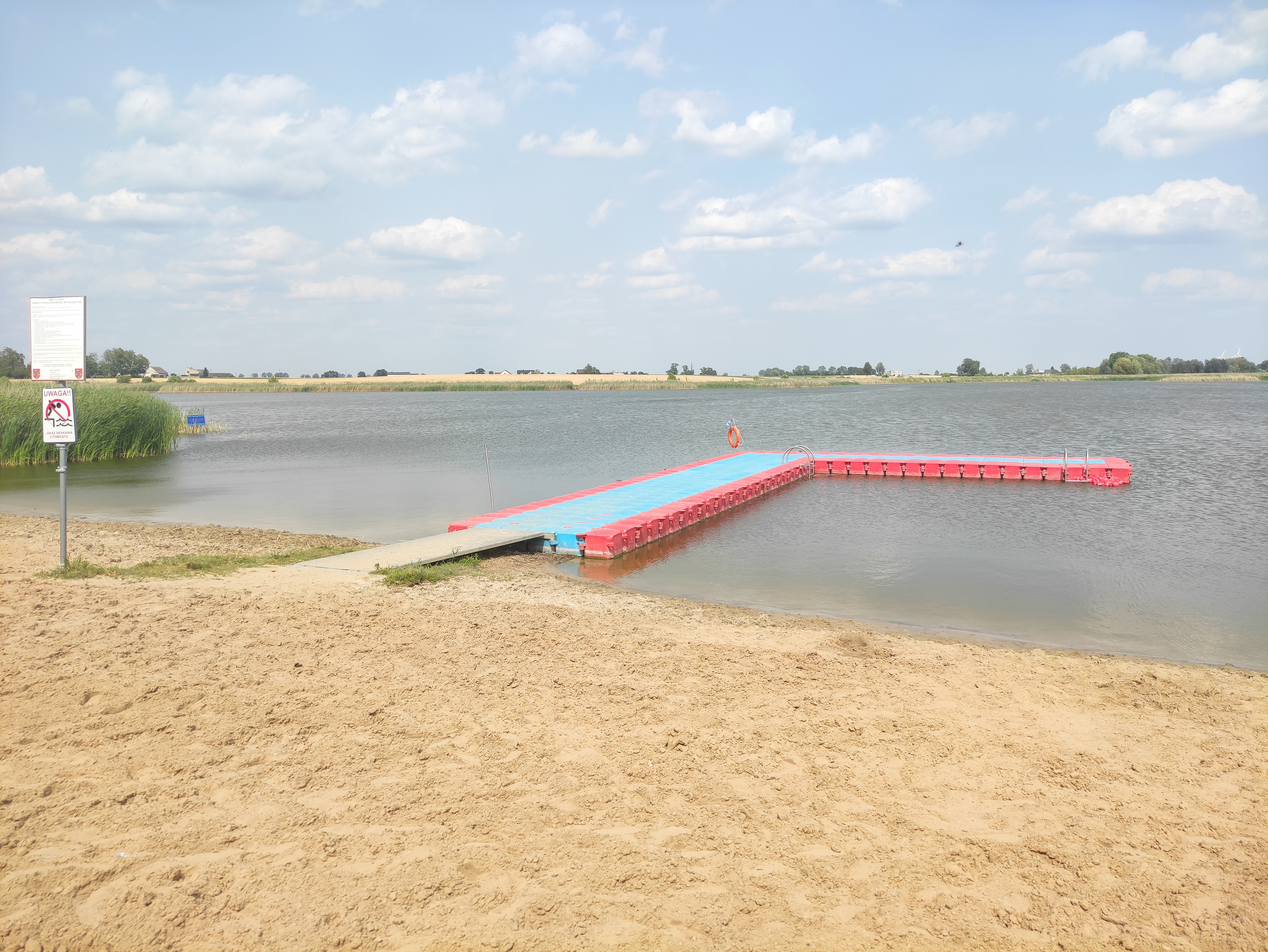
Pláž a molo
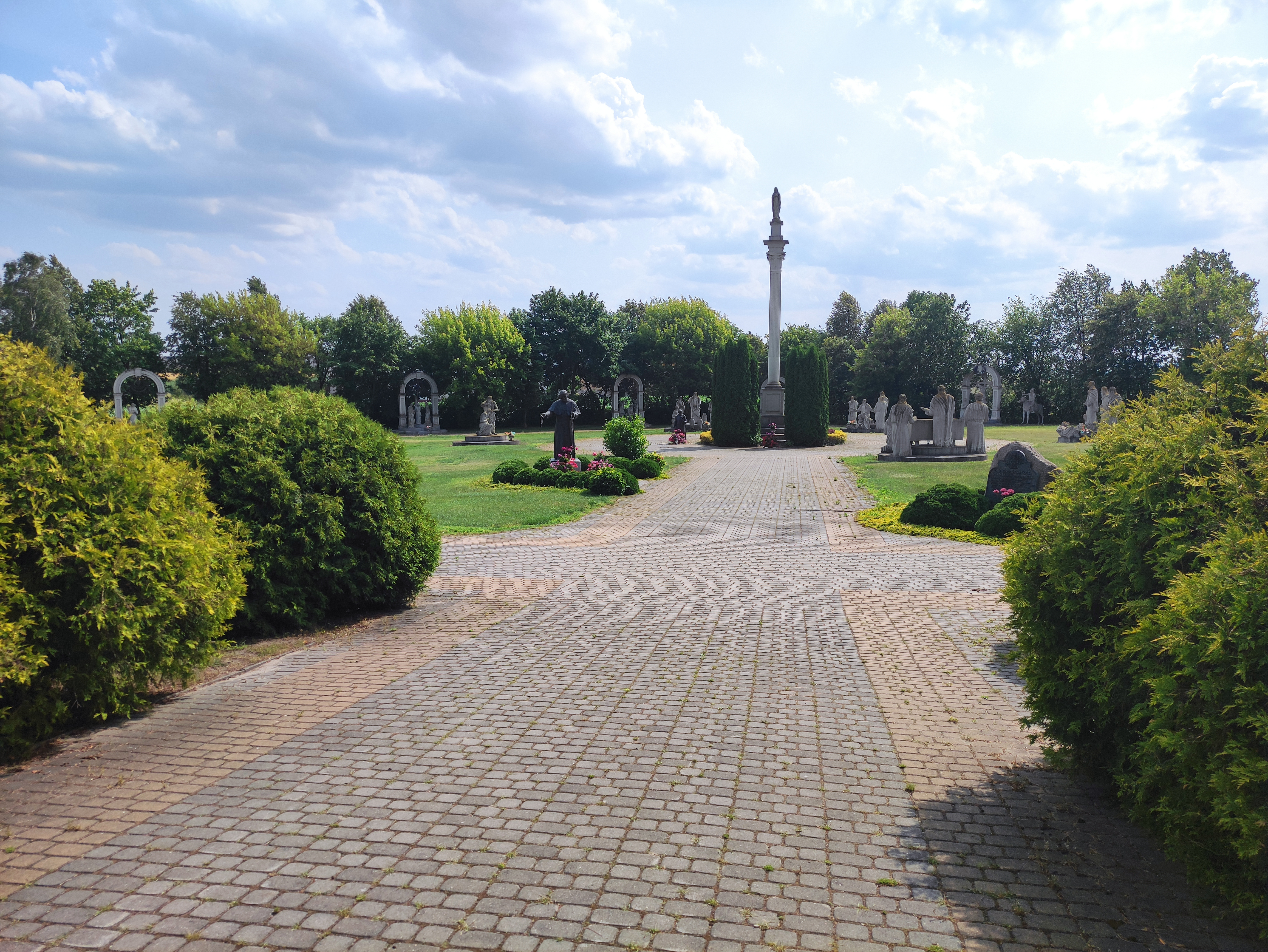
Sanktuarium Matki Bożej Pani Kujaw w Ostrowąsie
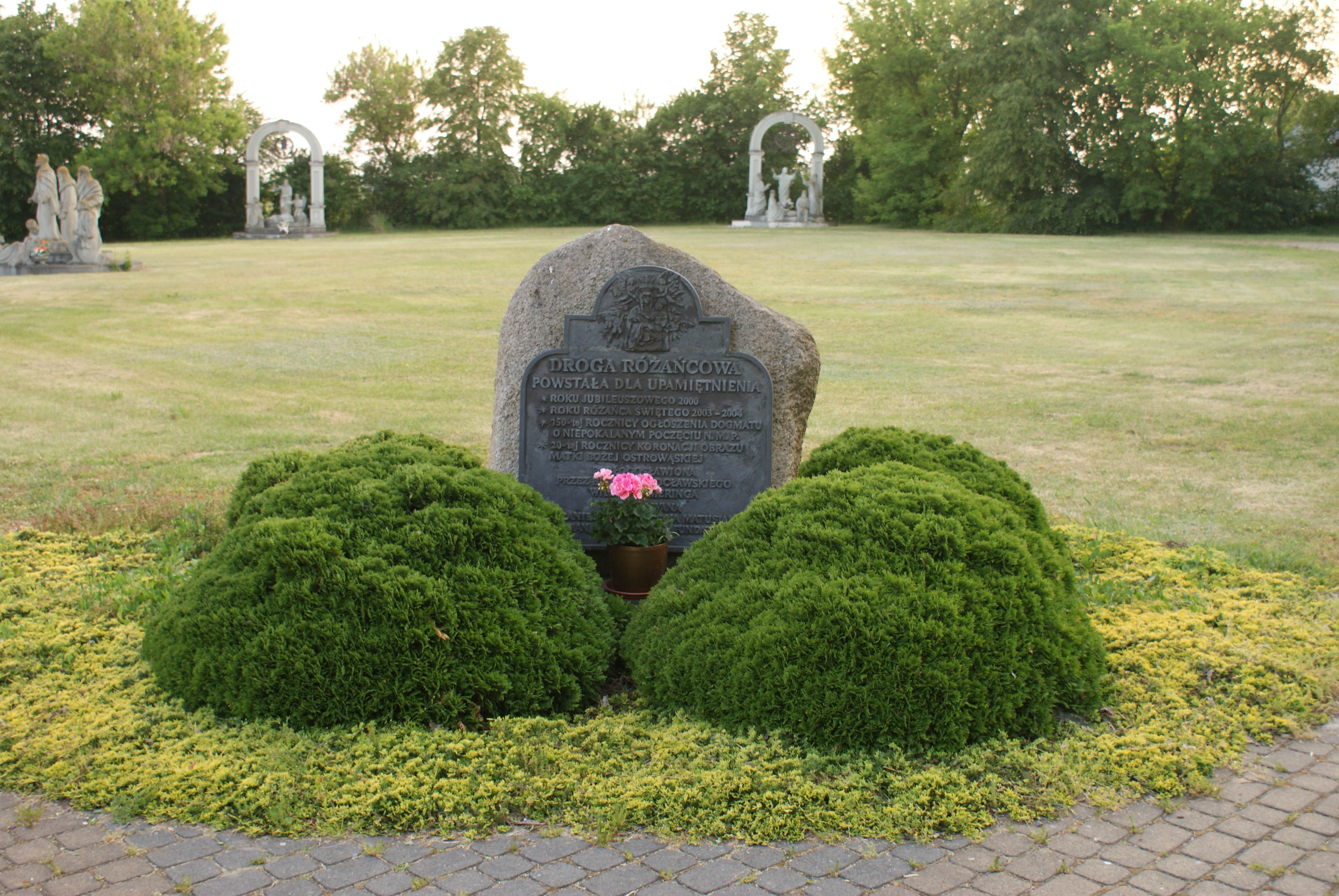
Památník
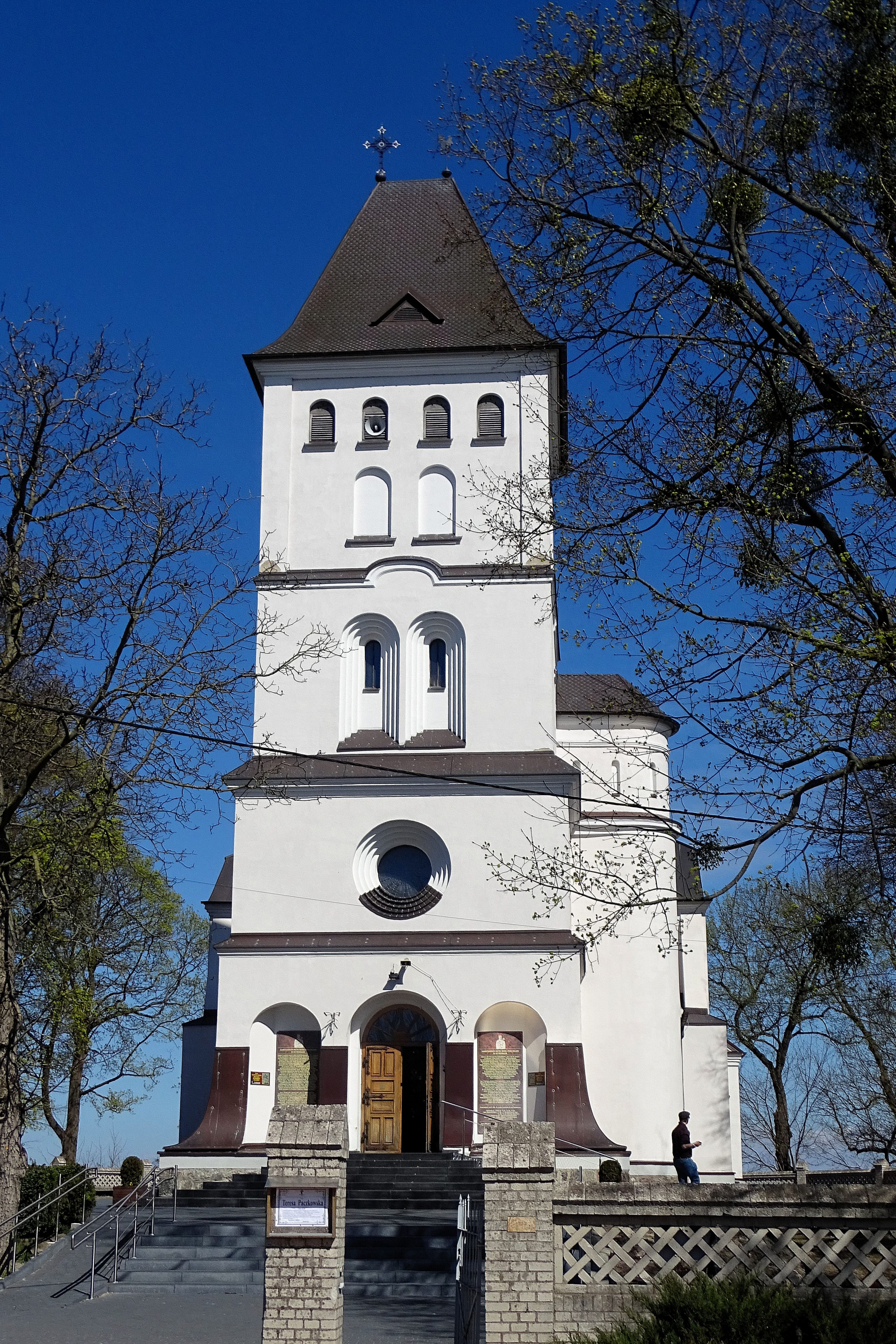
Kościół Narodzenia Najświętszej Maryi Panny w Ostrowąsie
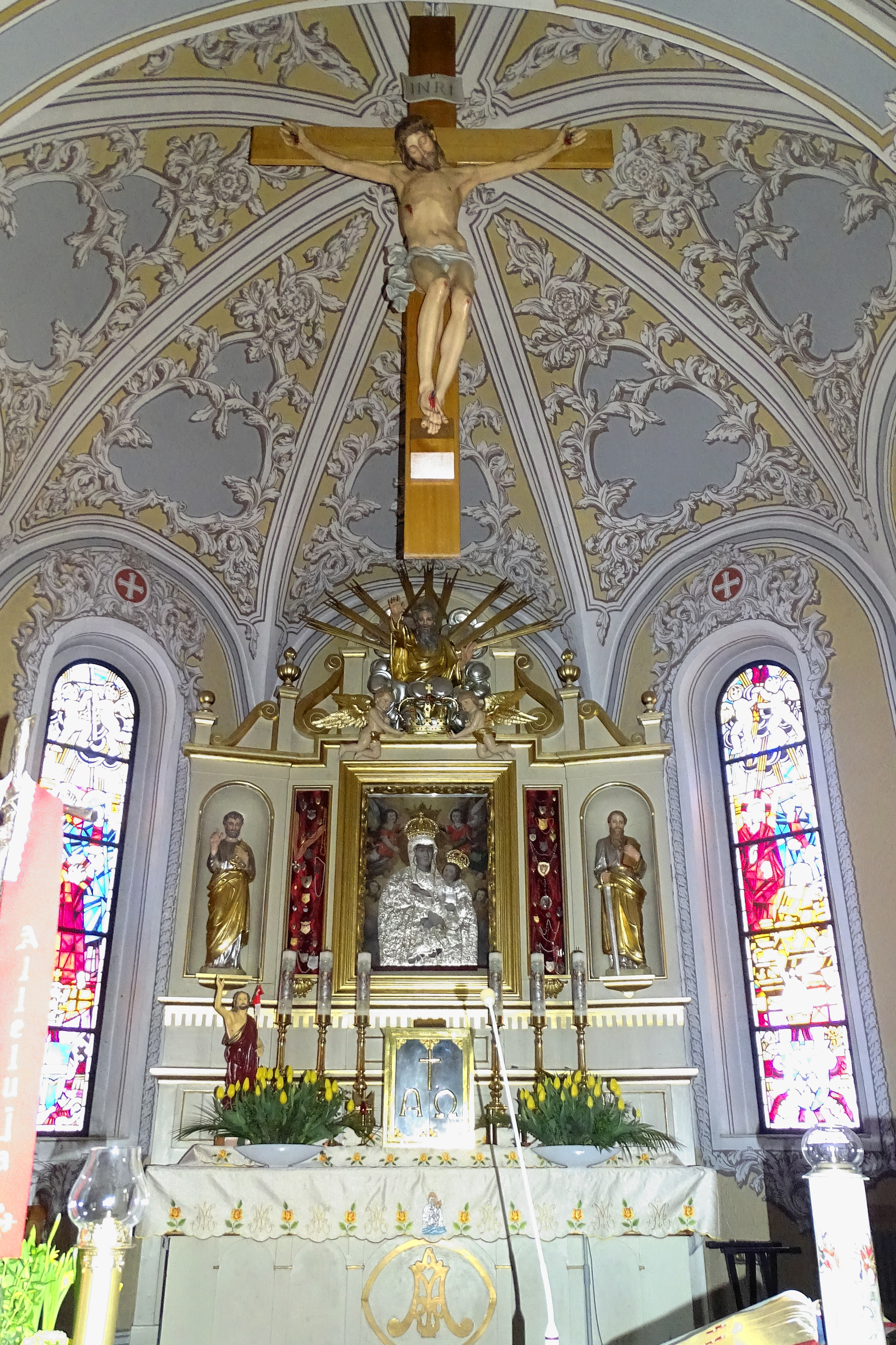
Kościół Narodzenia Najświętszej Maryi Panny w Ostrowąsie